# Ms. (titre de civilité)
Ms (graphie britannique) ou Ms. (graphie américaine) — prononcer /mɪz/ (« miz ») —  est un titre de civilité à destination des femmes dans les pays anglophones, ne présumant pas de leur statut marital, contrairement à Miss (en) (équivalent français : « mademoiselle ») ou Mrs (en) / Mrs. (équivalent français : « madame »).
C'est notamment la formule standard dans la correspondance d'affaires.

## Historique
Ce terme, issu des États-Unis, est relativement nouveau dans le langage : il fut en effet popularisé dans les années 1970. Contrairement à ce qui est parfois affirmé, il n'est pas originaire des milieux féministes américains mais fut initialement suggéré comme une simple commodité pour les rédacteurs de correspondances d'affaires, d'abord dans le bulletin de l'American Business Writing Association (1951) ainsi que dans The Simplified Letter, puis au National Office Management[réf. nécessaire].

## Usage

### Au Royaume-Uni
Le quotidien The Times retient que l'usage du mot Ms « est de nos jours pleinement acceptable pour une femme désirant se faire appeler ainsi, ou quand son statut marital n'est pas certain. »
Le Guardian recommande pour sa part de s'exprimer en fonction des préférences individuelles des personnes à qui l'on s'adresse quand cette préférence est connue ; de chercher à obtenir cette information à défaut, ou d'employer Ms par défaut quand l'obtention de cette information s'avère impossible.

### Aux États-Unis
The American Heritage Dictionary of the English Language (en) observe, en substance, que l'usage de Ms. est toujours correct.